# Elecciones generales de las Islas Feroe de 1908
Elecciones generales tuvieron lugar en el sur de las Islas Feroe el 2 de febrero de 1908. El Partido Unionista se mantuvo como el partido mayoritario en el Løgting, con 13 de los 20 escaños.

## Resultados
| Partido                   | Votos | %     | Escaños | +/– |
| ------------------------- | ----- | ----- | ------- | --- |
| Partido Unionista         | 663   | 66,10 | 13      | +1  |
| Partido del Autogobierno  | 340   | 33,90 | 7       | –1  |
| Total                     | 1 003 | 100   | 20      | 0   |
| Fuente: Election Passport |       |       |         |     |